# Søndre Nordstrand
Søndre Nordstrand is een stadsdeel van de Noorse hoofdstad Oslo, gelegen in het zuiden van de stad. In 2015 telde het 37.913 inwoners. Het gebied beslaat een oppervlakte van 18,42 vierkante kilometer.
Søndre Nordstrand ligt aan de oostkust van de Oslofjord. Het ligt ten zuiden van de stadsdelen Nordstrand en Østensjø.
Søndre Nordstrand bestaat uit de volgende wijken:
- Holmlia
- Hvervenbukta
- Mortensrud
- Hauketo
- Prinsdal
- Bjørndal
- Klemetsrud

Alna · 
Bjerke · 
Frogner · 
Gamle Oslo · 
Grorud · 
Grünerløkka · 
(Marka) · 
Nordstrand · 
Nordre Aker · 
Østensjø ·
Sagene · 
(Sentrum) · 
St. Hanshaugen · 
Stovner · 
Søndre Nordstrand · 
Ullern · 
Vestre Aker